# San Antonio missionsstationerne
San Antonio missionsstationerne er fem separate lokaliteter hver med en katolsk kirke og andre bygninger omgivet af høje mure i San Antonio, Texas. De blev opført og var beboet af spanske franciskaner-munke og indianske neofytter gennem det meste af 1700-tallet.:38080 
I november 1978 blev San Antonio Missions National Historic Park etableret og omfatter fire af missionsstationerne. Tilmed er flere historisk tilknyttede nærområder og anlægsarbejder,:5  herunder mindst én lille akvædukt, fredet.
Siden 2015 har alle fem missionsstationer under ét været på UNESCOs verdensarvsliste:8  som det eneste World Heritage Site i Texas.:1  Dels synliggør komplekserne Spaniens intention om at kolonisere området som en del af Nyspanien. Dels vidner de om den katolske kirkes kald til at kristne de indfødte befolkninger.:2  Munkenes virke blandt de lokale indianere var af afgørende betydning for den gensidige påvirkning og særlige sammensmeltning af forskellige kulturer og racer, der eksisterer i San Antonio.
De fem missionsstationer ligger i forlængelse af hinanden på en 11 km lang strækning, alle mere eller mindre tæt på San Antonio River og helt omsluttet af det moderne San Antonio. Fra nord til syd hedder de Valero (populært kaldt Alamo), Concepción, San José, San Juan og Espada.:2 
Kirkerne i de sidste fire missionsstationer er restaureret og i brug. De hører under San Antonio ærkebispedømme.:11 
I tidens løb har kirkerne mindst et par gange været udsat for tyverier af uvurderlige skulpturer og malerier.:193  Som andre verdensarvssteder lider San Antonio missionsstationerne også under vandalisme i form af f.eks. spraymaling samt indridsede personnavne og slagord i mur- og træværket.

## San Antonio missionsstationerne
De fem spanske missionsstationer langs San Antonio River var i realiteten småbyer beskyttet af et højt og op til 90 centimeter tykt murværk.:13  Hver af dem havde en kirke, et kornmagasin eller forrådskammer, værksteder samt beboelseskvarterer til både munkene og de omvendte indfødte.
Bygningerne blev opført af bl.a. kalksten, sandsten og tuf:15  samt adobe.:50  Kalkstenene kom fra et stenbrud ikke langt fra Concepción.:72  Kalkpudsen på kirkernes murværk blev dekoreret med bl.a. farvede, geometriske mønstre udført med forskellige fresko-teknikker.:80-81  Udskårne, forgyldte træfigurer af bibelske personer:112  samt stenskulpturer af f.eks. Jomfru Maria og forskellige helgener udsmykkede vægge og rum.:107 
Formålet med de kirkelige nybyggerier var bl.a. at markere spansk tilstedeværelse i området, navnlig af frygt for fransk interesse for det østlige Texas. Af samme grund og også for at beskytte munkene mod angreb fra fjendtlige indfødte opførte den spanske hær en garnison (presidio) nær San Antonio River. Fortet San Antonio de Béxar blev grundlagt i 1718, før de fleste missionsstationer kom til, og det lå nord for de fem religiøse centre. For egenbeskyttelse havde missionsstationen Valero et vagttårn og rådede over våben som bl.a. tre drejekanoner.:51 
Munkenes primære opgaver var at udbrede Kristi lære til de indfødte, undervise dem i spansk og samtidig oplære dem i forskellige praktiske fag. Den langsigtede plan var at gøre neofytterne til spanske borgere. De små bysamfund skulle mest muligt være uafhængige af omverdenen. Indbyggerne gravede vandingskanaler for at dyrke jorden,:11  og de holdt både heste, kvæg og får. Derved introducerede munkene egnen for spansk levevis og kultur. Neofytternes nære kontakt med de hvide udsatte dem dog også for nye, smitsomme sygdomme og flere af dem døde.
Den daglige rutine i missionsstationerne startede med en morgenmesse efterfulgt af et morgenmåltid. Hver enkelt udførte så sit arbejde enten i marken eller i et værksted indtil midt på dagen, hvor det var tid til det næste måltid efterfulgt af en siesta. Når eftermiddagsdonten var overstået, sluttede aftenen med fælles adspredelser som sang og dans.:488 
Missionstationernes dyrehold tiltrak med mellemrum fjendtlige indfødte. Disse gik navnlig efter hesteflokkene, men de bortførte også indbyggere med ærinde udenfor bymurene.:44 
Alle missionsstationerne forfaldt mere eller mindre, da de ophørte med at tjene deres primære formål sidst i 1700-tallet. Da Mexico opnåede uafhængighed fra Spanien i 1821, kom San Antonio missionsstationerne under mexicansk styre.:153  Fra 1836 lå bygningerne i den nyudråbte republik Texas. Flere af de aldersramte kirker fik genskabt deres originale form især op gennem det 20. århundrede.:84 

### San Antonio de Valero (Alamo)
Valero, oprindeligt grundlagt i 1718, fik sin tredje og endelige placering øst for San Antonio River i 1724. Den var den første missionsstation bygget af de fem, og den lå ca. fem kilometer fra fortet i Béxar.:42  Munkenes opgave var at tiltrække indfødte folk fra bl.a. xaranames -, payaye -,zana -, coco - og karankawa stammen og omvende dem.:43 
Murene om Valero indrammede en næsten rektangulær plads på ca. 160 x 55 meter. Pladsen havde en brønd ligesom en vandingskanal kom ind gennem nordmuren, gik parallelt med vestmuren i en afstand af ca. 10 meter og fortsatte ud gennem sydmuren og stødte til en ydre kanal. Kirken og andre rum brugt af munkene lå som tilbygninger ud fra ydersiden af østmuren.:47 
Bygningen af kirken gik i gang i 1744. Dens mure brast i 1756 som følge af byggesjusk. Det samme skete med de næste kirkemure i 1762.:48  Det tredje forsøg på at opføre en kirke var ikke afsluttet, da missionsstationens virke stoppede i 1793.:43 
En tilknyttet ranch med tre stenhuse, La Mora, lå syd for hovedbygningerne. Stedet var sjældent beboet grundet angreb fra fjendtlige indfødte.:51 
Apacher angreb fort San Antonio de Béxar i 1745; men konvertitterne i Valero huskede deres gamle færdigheder med bue og pil og hjalp hæren med at slå angriberne tilbage.:44 
I 1756 boede der 328 indfødte i Valero; konkurrence fra de nærliggende missionsstationer begrænsede tilgangen de følgende år. Da missionsstedet lukkede i 1793, var det i praksis allerede forvandlet til en almindelig spansk landsby. Missionens bohave blev fordel mellem de oprindelige indbyggere, ligesom omvendte indianere fik lov til at beholde deres huse i byens vestre kvarter.:56 
I 1803 afstod Frankrig Louisiana til det ekspansionistiske USA. For at beskytte San Antonio rykkede spanske soldater i Second Flying Company of San Carlos de Alamo de Parras indenfor murene i Valero, der skiftede navn til Alamo.:62 
Siden 1836 har den gamle missionsstation været berømt som pladsen, hvor Slaget ved Alamo stod mellem mexicanske tropper og amerikanere med legendariske folk som David Crockett og James Bowie blandt de faldne.:41 

### Nuestra Señora de la Purísima Concepción de Acuña (Concepción)
Concepción blev grundlagt øst for San Antonio River i marts 1731:30  og fungerede som missionsstationernes administrative center.:241 
Fra 1755 erstattede en stenkirke stedets midlertidige kirke af adobe.:103  Altertavlen kom på plads i 1772.:108 
To præster og op mod 300 indianske familier holdt til på stedet i 1744.:42  Femten år senere beboede konvertitterne 62 stenhuse eller hytter.:115  Efter at have huset 77 oprindelige folk i 1783 faldt antallet til 53 i 1792. Missisonsstationens virke blev stoppet to år senere.:7 
I 1835 udkæmpede amerikanere og mexicanske styrker et slag ved San Antonio River ikke langt fra missionsstationen.

### San José y San Miguel de Aguayo (San José)
San José fik sin tredje og endelige placering senest i 1740 efter have været påbegyndt et andet sted ved San Antonio River i 1720.:19-20  Missionsstationen tog imod indianere fra bl.a. mesquite -, pastia -, camama -, aquatalla – og xaunae stammen, der alle afslog at bo i Valero, fordi de ikke var på god fod med de indfødte dér.:65 
Kirken blev opført på den store plads indenfor missionstationens mure.:66  Denne kirke lader til at være styrtet sammen og en ny påbegyndt i 1768. Arbejdet var fuldført i 1782, blot ét år før missionsstationen mistede en stor del af sin indianske arbejdsstyrke under en epidemi.:65 
I 1785 var 54 små huse med vinduer og døre med lås beboet af stedets indfødte.:74 
Som det var tilfældet med de øvrige missionsstationer mundede en inspektion af San Jose i 1792 ud i en anbefaling om at nedlægge den.:56 
San Jose blev optaget som et amerikansk National Historic Site i 1941.:84 

### San Juan Capistrano (San Juan)
Grundlagt 1731. En midlertidig kirke stod klar senest i 1745, mens en stenkirke var færdig i 1756. En plan om en større kirke måtte opgives i 1787, efter at byggeriet havde stået på i flere år.:131  Kirken strakte sig vinkelret ud fra ydersiden af missionsstationens lange østmur.:132 
Stedet kunne fremvise bl.a. et bageri, et snedkerværksted, en smedje samt et skrædderi med både klædestoffer og bomulds- og uldtøj til neofytterne.:138 
Fra 1741 og de næste ni år var flere soldater indkvarteret i San Juan, hvor de holdt til i missionsstationens nordvestlige hjørne.:85  Som skydetræning skød de til måls efter kirkefacadens stenskulpturer til fortørnelse for andre på stedet.:75 
To præster beboede missionsstationen sammen med 150 indianske familier i 1743.:43 
San Juans virke som missionsstation sluttede i 1794.:131 

### San Francisco de la Espada (Espada)
Bygget i 1731 vest for San Antonio River som den sydligst beliggende af alle missionsstationerne.:30  Bygningernes forholdsvis isolerede placering (presidio Antonio de Béxar lå næsten 20 kilometer væk) gjorde Espada til et så yndet mål for apacher,:149  at ydermuren havde tre bastioner:151  med skydeskår.:149 
Efter 1748:11  ledte en næsten 60 meter lang akvædukt vand fra en vandingskanal over et lavliggende vandløb omkring halvanden kilometer fra missisionsstationen.:1  Den er den eneste fungerende spansk-byggede akvædukt tilbage i USA. Vandingskanalen var mere end fem kilometer lang og ledte vand hen til missionstationens 400 acres store marker.:1 
I 1744 levede der to præster og omkring 200 konverterede familier i Espada.:43  Fra 1762 led missionsstationen under et støt faldende antal indfødte.
Stenkirken var fuldført i 1756. En større kirke stod færdigbygget i 1777, blot for at blive revet ned senere inden murene faldt af sig selv.:149 
Missionsstationen ændrede status fra at være et religiøst sæde til at være en ordinær, spansk landsby i sommeren 1794.:6 